# Deutsche Zeltmission
Die Deutsche Zeltmission (dzm) ist ein freies christliches Missionswerk evangelikaler Prägung mit Sitz in Siegen.

## Geschichte
1902 gründete der Evangelist Jakob Vetter die Deutsche Zeltmission. Die Idee, in einem Zelt zu vielen Menschen zu reden, wurde während einer Englandreise im Juli und August 1899 geboren, wo Vetter Veranstaltungen in einem Missionszelt erlebte. In Gesprächen mit Otto Stockmayer wurde von Vetter der Gedanke weiter erörtert und dann in den Zeltplan umgesetzt. Seit 1904 hat die Zeltmission ihren Sitz in Geisweid bei Siegen. Die erste deutsche Zeltmission fand am 27. April 1902 auf der Anhöhe Tersteegensruh – benannt nach Gerhard Tersteegen – bei Mülheim an der Ruhr statt. Bereits 1905 erfolgte die Anschaffung eines zweiten Zeltes. Es war größer als das erste und konnte bis zu 3.000 Menschen fassen. Fünf Jahre nach Gründung betrieb die Deutsche Zeltmission fünf Zeltkirchen, die deutschlandweit, aber auch in den Niederlanden und in der Schweiz eingesetzt wurden. Die ersten Evangelisten der Deutschen Zeltmission waren neben Jakob Vetter die Evangelisten Jonathan Paul, Ludwig Henrichs und Fritz Binde.
Der Erste Weltkrieg unterbrach diese Entwicklung. In den 1920er Jahren wurde sie unter der Leitung des ostpreußischen Evangelisten Ernst Krupka wieder aufgenommen. Durch die kriegsbedingten politischen und sozialen Umwälzungen kam es zu einem Interesse breiter Volksschichten an den Zeltabenden. Widerstand entstand von entkirchlichten und politischen Gruppen, die die Zeltarbeit auch durch tätliche Angriffe störten.
In der Zeit des Nationalsozialismus wurde die Tätigkeit der Zeltmission zwar überwacht, aber geduldet. Der Zweite Weltkrieg brachte die Zeltarbeit zum völligen Erliegen. Sie wurde aber in Westdeutschland – zum Teil mit ausländischer Hilfe – ab 1947 wieder aufgebaut.
Seit 2016 führt der Arbeitszweig Camissio (Camp & Mission) die evangelistischen Sommerferiencamps CAMP2GO für Kinder im Alter von 6–12 Jahren im deutschsprachigen Raum durch.
Heute ist der Verein ein Dienstleister für christliche Gemeinden und Organisationen. Das Missionswerk trägt sich durch Spenden.

## Leitung
Missionsleiter war von 2006 bis 2018 Mathias Lauer. Geschäftsführer ist seit Januar 2015 Tobias Lang, der nach knapp zehn Jahren Thomas Röger ablöste. Zusammen mit Jes Wisser, Micha Wolff und Siegmar Borchert bildet er das Missionsleitungsteam.

## Verlagshaus der Deutschen Zeltmission

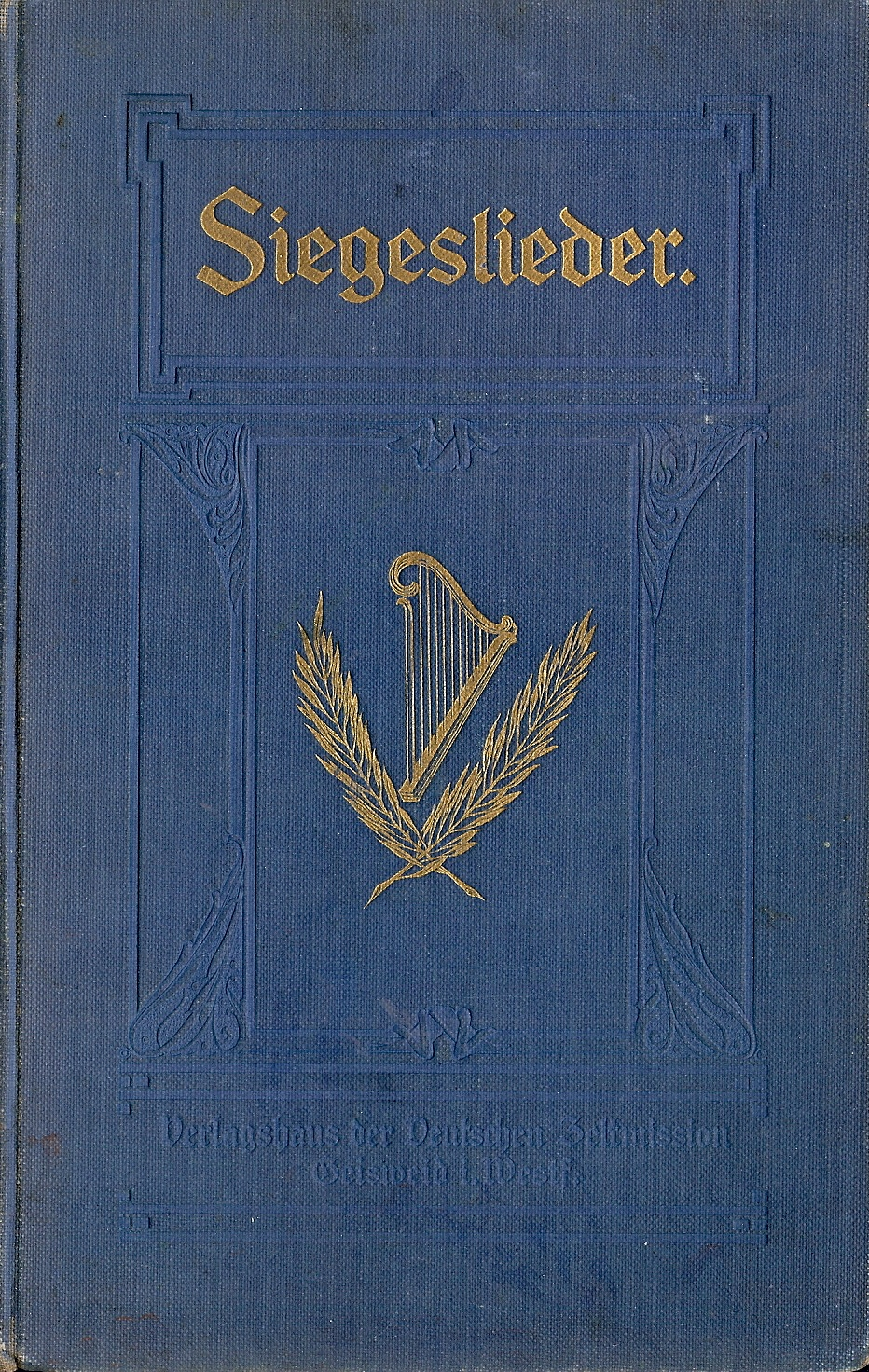
Gesangbuch der Deutschen Zeltmission: Siegeslieder, Geisweid/Westfalen, 1911

Das Verlagshaus der Deutschen Zeltmission gab u. a. eigene Gesangbücher für die Zeltmissions-Bewegung heraus, darunter beispielsweise die sog. Siegeslieder, die im Jahr 1911 bereits in zehnter Auflage in Geisweid/Westfalen verlegt wurden.